# Mitracarpus capitatus
Mitracarpus capitatus är en måreväxtart som beskrevs av Lozada-pérez och Attila L. Borhidi. Mitracarpus capitatus ingår i släktet Mitracarpus och familjen måreväxter. Inga underarter finns listade i Catalogue of Life.